# Iljas

Lew Tolstoi, Porträt von Iwan Kramskoi, 1873

Iljas (russisch Ильяс) ist eine Kurzgeschichte, die Lew Tolstoi im zeitigen Frühjahr 1885 auf der Krim schrieb und die im Spätsommer 1886 im Verlag Posrednik erschien. 1982 kam der Text im 4. Lesebuch des 10. Bandes Powesti und Erzählungen 1872–1886 in der 22-bändigen Tolstoi-Ausgabe im Verlag für Künstlerische Literatur in Moskau heraus.

## Inhalt
Im Gouvernement Ufa: Der Baschkire Iljas erbte von seinem Vater lediglich sieben Pferde, zwei Kühe und zwanzig Schafe. Weil er aber zusammen mit seiner Frau Schamschemagi von früh bis spät fleißig arbeitete, kam er mit den Jahren zu Wohlstand und wurde sogar reich. Iljas führte ein gastfreies Haus – von Geiz keine Spur. Sowohl die beiden Söhne als auch die Tochter des Paares heirateten ziemlich jung. Ein Sohn ergab sich dem Trunke und starb nach einer Wirtshausschlägerei. Dem anderen, der nach auswärts geheiratet hatte, musste Iljas das Erbteil auszahlen. Eine Seuche dezimierte  Iljas’ Schafherde. Iljas veräußerte seinen Besitz Stück für Stück und hatte schließlich kein Dach überm Kopf. Der Nachbar Muchamedschach, beileibe kein besonders wohlhabender Mann, nahm die beiden Unglücklichen auf. Immerhin hatte der Nachbar hin und wieder die Gastfreundschaft Iljas’ genossen. Iljas und Schamschemagi erwiesen sich im Hofe des Muchamedschach bald als nützliche, beinahe unentbehrliche Arbeitskräfte.
Einmal kam ein Verwandter Muchamedschachs zu Besuch und beobachtete die beiden; wollte in seiner Neugier von ihrem ehemaligen Glück und jetzigem Unglück hören. Iljas erwiderte nach einigem Zögern: „Fünfzig Jahre haben wir beide das Glück gesucht und nicht gefunden; jetzt aber, da wir nichts mehr unser Eigen nennen und bei Fremden unser Brot als Arbeiter verdienen müssen, da haben wir es gefunden und wünschen uns nichts Besseres … Erst jetzt, in der bittersten Armut sind wir glücklich … Nicht im Reichtum liegt das Glück, sondern in der Zufriedenheit.“

## Deutschsprachige Ausgaben
- Iljas. Deutsch von Arthur Luther. S. 158–163 in: Gisela Drohla (Hrsg.): Leo N. Tolstoj. Sämtliche Erzählungen. Fünfter Band. Insel, Frankfurt am Main 1961 (2. Aufl. der Ausgabe in acht Bänden 1982)